# The Albany Herald
O The Albany Herald é o jornal diário da região metropolitana de Albany, no estado norte-americano da Geórgia. É distribuído na região metropolitana de Albany e no sudoeste da Geórgia. O jornal foi fundado em 1891. A circulação e de aproximadamente de 21.701 durante a semana e 24.820 aos domingos. Os escritórios do jornal ficavam anteriormente na histórica loja de departamentos Rosenberg Brothers no centro de Albany.

## História
A The Herald Publishing Company, uma empresa fundada em 1897, foi comprada por James H. Gray em 1946, depois que ele voltou da Segunda Guerra Mundial. O The Albany Herald se tornaria o principal jornal da Gray Communication Systems (agora Gray Television).
Em 1993, o The Herald converteu-se em uma publicação matinal para atender melhor às necessidades do sudoeste da Geórgia.
Em 2005, as participações de jornais de Gray foram desmembradas em uma empresa separada que foi nomeada Triple Crown Media. A Triple Crown Media mudou seu nome para Southern Community Newspapers Incorporated em 2010.
O The Herald anunciou em outubro de 2012 que cessaria sua operação de impressão em Albany e cortaria 26 empregos. O jornal é impresso pela Gannett Company no Tallahassee Democrat.
Em maio de 2017, o The Herald mudou para um site de assinatura paga. O acesso total ao site The Herald é gratuito com a assinatura paga do jornal impresso.
O The Herald introduziu uma nova edição de fim de semana em outubro de 2017, que é entregue nas manhãs de domingo. A nova edição combina os jornais de sábado e domingo e inclui mais páginas, novos recursos e quadrinhos coloridos adicionais.
Em março de 2018, Scot Morrissey foi nomeado o novo editor do The Herald. Morrissey foi anteriormente o editor do Athens Banner-Herald por quase 10 anos.
Depois de mais de três décadas no histórico edifício da loja de departamentos Rosenberg Brothers, o jornal mudou-se para um escritório menor na W Broad Ave. em dezembro de 2019.  O prédio e vários prédios adjacentes foram vendidos para a cidade de Albany por US$ 850.000 em abril de 2019.